# Джон Керролл Лінч
Джон Керролл Лінч (англ. John Carroll Lynch; нар. 1 серпня 1963, Боулдер, Колорадо, США) — американський актор, який відомий глядачам завдяки фільмам «Фарґо», «Меркурій в небезпеці», «Готика», «Зодіак», «Ґран Торіно», «Кохання трапляється» та «Острів проклятих», а також за телесеріалами «Карнавал», «Поруч з домом» та «Тіло як доказ».

## Біографія
Дитинство актора минуло у степах штату Колорадо, де він полюбив їх корінних мешканців — напівдиких коней. Вищу освіту здобував в середині 1980-х років у театрі Католицького університету Америки. Там вперше випробобував свою акторську майстерність. Згодом переїхав до Міннеаполіса та грав там у шекспірівських виставах.
На початку 1990-х років Лінч опинився перед вибором чи грати далі на сцені чи податись в кіно. І він вибрав кіно. Все почалось у 1996 році з епізодичної ролі тихого і покірного чоловіка поліціянтки у трилері братів Коен «Фарґо». Далі були «Вродливі дівчатка» та «Відчуваючи Міннесоту», і кар'єра актора пішла вгору. Серед останніх яскравих ролей були пенсонажі у «Американській історії жаху», де Лінч проявився у кількох сезонах.

## Фільмографія
| Рік       |   | Українська назва                        | Оригінальна назва                | Роль                      |
| --------- | - | --------------------------------------- | -------------------------------- | ------------------------- |
| 1996      | с | Фрейзер                                 | Frasier                          | Франклін                  |
| 1993      | ф | Старі буркотуни                         | Grumpy Old Men                   |                           |
| 1999      | с | Зоряний шлях: Вояжер                    | Star Trek: Voyager               | Джеральд Мосс             |
| 1995      | ф | Ліки                                    | The cure                         | Капитан #1                |
| 1996      | ф | Фарґо                                   | Fargo                            | Норм Гундерсон            |
| 1996      | ф | Вродливі дівчатка                       | Beautiful Girls                  | Френк Вомак               |
| 1996      | ф | Фанат                                   | The Fan                          | Крамар                    |
| 1996      | ф | Відчуваючи Міннесоту                    | Feeling Minnesota                | Поліцейський              |
| 1997      | ф | Вулкан                                  | Volcano                          | Стен Олбер                |
| 1997      | ф | Без обличчя                             | Face/Off                         | Волтен                    |
| 1998      | ф | Меркурій в небезпеці                    | Mercury Rising                   | Мартін Лінч               |
| 2000      | ф | Викрасти за 60 секунд                   | Gone in Sixty Seconds            | Пристав                   |
| 2002      | ф | Прямий ефір з Багдада                   | Live from Baghdad                | журналіст Джон Голліман   |
| 2002      | ф | Хороша дівчинка                         | The Good Girl                    | Джек                      |
| 2003      | ф | Афера                                   | Confidence                       | Леон Ешбі                 |
| 2003      | ф | Готика                                  | Gothika                          | шериф Раян                |
| 2005—2007 | с | Поруч з домом                           | Close to Home                    | Стів Шарп                 |
| 2007      | ф | Зодіак                                  | Zodiac                           | Артур Лі Аллен            |
| 2007      | ф | Те, що ми втратили у вогні              | Things We Lost in the Fire       | Говард Гласман            |
| 2009      | ф | Кохання трапляється                     | Love Happens                     | Волтер                    |
| 2008      | ф | Ґран Торіно                             | Gran Torino                      | перукар Мартін            |
| 2009      | с | CSI: Місце злочину                      | CSI: Crime Scene Investigation   | Бадді Арнольд             |
| 2010      | ф | Острів проклятих                        | Shutter Island                   | Ворден МакФерсон          |
| 2009      | с | Теорія брехні                           | Lie to Me                        | містер Рід                |
| 2011—2012 | с | Тіло як доказ                           | Body Of Proof                    | детектив Бад Морріс       |
| 2010      | ф | Тринадцять годин                        | 13Hrs                            | МакРей                    |
| 2011      | ф | Це безглузде кохання                    | Crazy, Stupid, Love              | Берні Райлі               |
| 2011      | ф | Прибулець Павло                         | Paul                             | Мозес                     |
| 2012      | ф | Фортуна Вегаса                          | Lay the Favorite                 | Дейв Грінберг             |
| 2012      | ф | Парк Гайленд                            | Highland Park                    | Рорі                      |
| 2013      | с | Не зашкодь                              | Do No Harm                       |                           |
| 2014—2015 | с | Американська історія жаху: Шоу виродків | American Horror Story: Freakshow | клоун Твісті              |
| 2014      | ф | Табір «X-Ray»                           | Camp X-Ray                       | полковник Джеймс Драммонд |
| 2015      | ф | Палкі втікачки                          | Hot Pursuit                      | капітан Емметт            |
| 2015      | ф | Третій зайвий 2                         | Ted 2                            | Том Джессуп               |
| 2015      | ф | Запрошення                              | The Invitation                   | Прюітт                    |
| 2015—2016 | с | Американська історія жаху: Готель       | American Horror Story: Hotel     | Джон Вейн Гейсі           |
| 2015      | с | Ходячі мерці(6-й сезон)                 | Walking Dead                     | Істман                    |
| 2016      | ф | Чудеса з небес                          | Miracles from Heaven             | пастор Скотт              |
| 2016      | ф | Джекі                                   | Jackie                           | Ліндон Джонсон            |
| 2016      | ф | Засновник                               | The Founder                      | Мак Макдональд            |
| 2016      | с | Мільярди                                | Billions                         | Містер Гілберт            |
| 2017      | ф | Щасливчик                               | Lucky                            | Режисер                   |
| 2017      | с | Американська історія жаху: Культ        | American Horror Story: Cult      | клоун Твісті              |
| 2017      | ф | Все що завгодно                         | Anything                         | Ірлі Лендрі               |
| 2018      | ф | Приватне життя                          | Private Life                     | Чарлі Граймс              |
| 2018      | с | Оповідь служниці                        | The Handmaid's Tale              | Ден                       |
| 2018      | ф | Біла орхідея                            | White Orchid                     | шериф Манн                |
| 2019      | ф | Розбійники з великої дороги             | The Highwaymen                   | Лі Сіммонс                |
| 2019      | с | Американська історія жаху: 1984         | American Horror Story: 1984      | Бенджамін Ріхтер          |
| 2020      | ф | Суд над чиказькою сімкою                | The Trial of the Chicago 7       | Девід Т. Деллінгер        |
| 2021      | с |                                         | American Horror Stories          | Ларрі Біттермен           |
| 2022      | с | Газлайт                                 | Gaslit                           | Л. Патрік Грей            |
| 2023      | с | Сантехніки Білого дому                  | The White House Plumbers         | Джон Н. Мітчелл           |
| 2025      | ф | Пробач, дівчинко                        | Sorry, Baby                      | Піт                       |